# Досов, Искандар
Искандар Досов (узб. Искандар Дўсов) — советский хозяйственный, государственный и политический деятель, Герой Социалистического Труда.

## Биография
Родился в 1916 году на территории современной Хорезмской области в узбекской крестьянской семье. Член ВКП(б) с 1941 года.
С 1932 года — на хозяйственной, общественной и политической работе. В 1932—1976 гг. — бригадир в колхозе, работник в райпотребсоюзе, председатель сельского Совета в Хорезмской области, участник Великой Отечественной войны, председатель колхоза имени Нариманова Багатского/Янги-Арыкского района Хорезмской области Узбекской ССР.
Указом Президиума Верховного Совета СССР от 11 января 1957 года присвоено звание Героя Социалистического Труда с вручением ордена Ленина и золотой медали «Серп и Молот».
Избирался депутатом Верховного Совета СССР 5-го созыва, Верховного Совета Узбекской ССР 6-го, 7-го и 9-го созывов.
Умер в 25 ноября 1976 году.